# Дуденгофен
Дуденгофен (нім. Dudenhofen) — громада в Німеччині, розташована в землі Рейнланд-Пфальц. Входить до складу району Рейн-Пфальц. Складова частина об'єднання громад Ремерберг-Дуденгофен.
Площа — 13 км2. Населення становить 5989 ос. (станом на 31 грудня 2020).

## Галерея

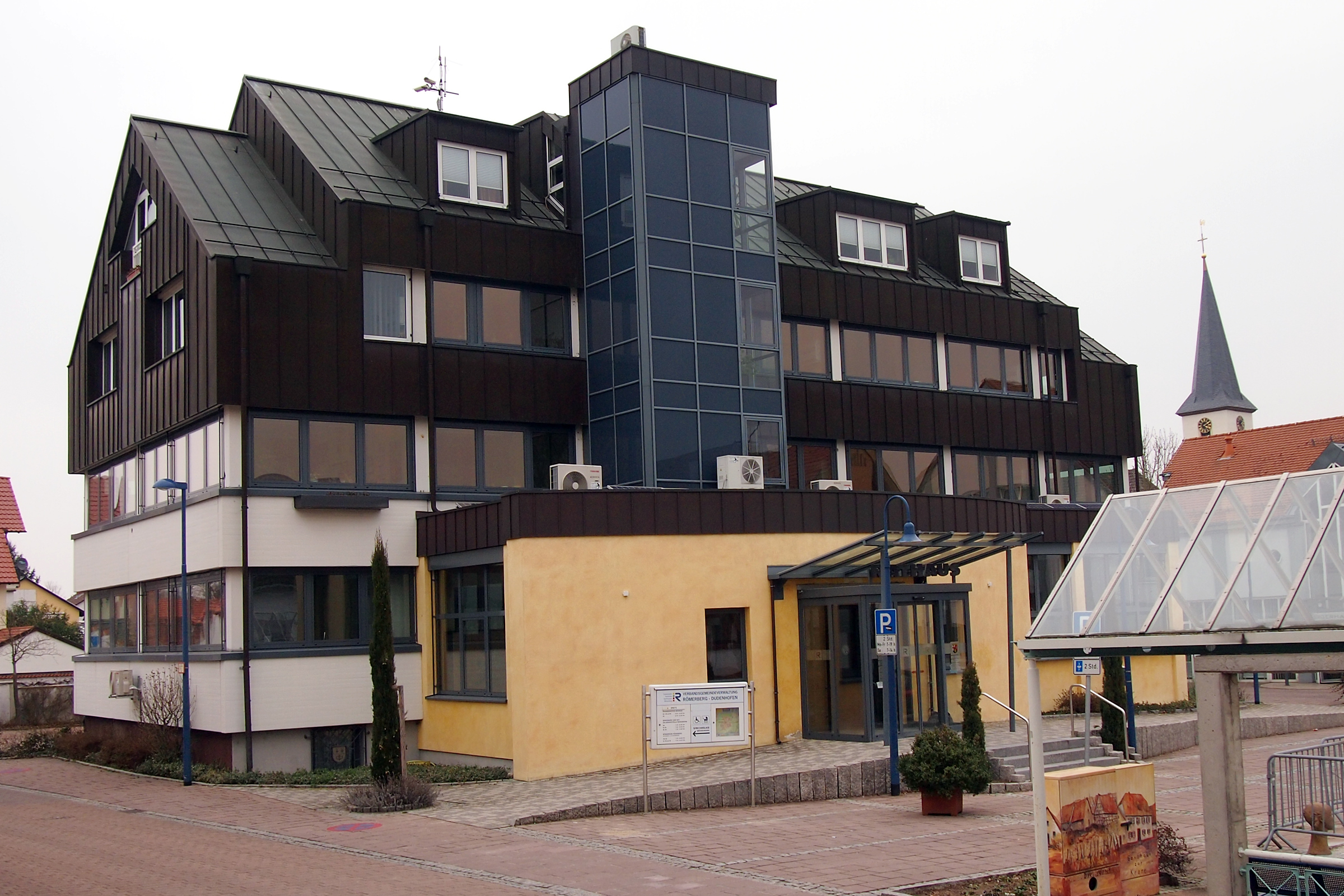